# 曼托華1911
曼托瓦1911（Mantova 1911）是一家意大利的足球俱樂部。主場設在倫巴第大區的曼托瓦，成立於1911年。
曼托瓦歷史上曾有7個賽季在意甲聯賽比賽，也曾經8次參加過意乙聯賽，并獲得了1970–71賽季意乙聯賽的冠軍。目前俱樂部參加意大利足球丙级联赛的賽事。

## 历史
俱乐部成立于1911年，原名“曼托瓦足球俱乐部”（Mantova FC）。俱乐部历史上曾拥有迪诺·佐夫、卡尔·海因茨·施內林格，以及达里奥·胡布内尔等著名球员。
曼托瓦历史上分别于1983年、1994年和2010年三次因财政破产而退出意大利足球各级联赛。
1993/94赛季，曼托瓦位列意大利足球丙一级联赛第二名，但随即在当年夏天破产。俱乐部直至1997–98赛季重组后进入丙二级联赛，连续多年均获得中游偏上排名。
2003–04和2004–05赛季，在接连获得丙二级联赛第一、丙一级联赛第二后，曼托瓦升入乙级联赛。
2005–06赛季，在基本维持前一赛季原班人马、时任主教练多梅尼克·迪·卡尔洛为第二年执掌职业联赛一线队伍等缺乏经验的条件下，曼托瓦仍然展现出成为升级甲级联赛有力竞争者的潜力。在赛季中，曼托瓦长时间领跑积分榜，成为媒体中炙手可热的话题。但领先优势未能保持至赛季结束，曼托瓦最终获得联赛第四名的成绩，得到了参加升级附加赛的机会。附加赛半决赛中，曼托瓦在与摩德纳的主客场比赛中收获两场平局，凭借联赛排名较前而进入决赛，与都灵争夺升级名额。决赛中首回合，曼托瓦在主场以4–2的比分取胜，客场被都灵以3–1比分击败，在总比分相同的情况下，因联赛排名靠后，曼托瓦未能晋级甲级联赛。
2006–07赛季，曼托瓦再次征战乙级联赛。在2007年1月13日的联赛中，曼托瓦成为当赛季首支在联赛中击败尤文图斯的球队。
随后几个赛季，曼托瓦在乙级联赛中的名次逐年下降。2010年夏天，曼托瓦俱乐部再次宣布破产。
2010–11赛季，重组后的曼托瓦在丁级联赛中获得第一名，升入丙二级联赛。2012–13赛季，曼托瓦在丙二级联赛中排名第九。
2013–14赛季，曼托瓦在丙二级联赛中排名第八，成功晋级于2014年开始改革运行的丙级联赛（合并原丙一级和丙二级，共60支球队混合分成三个小组参加比赛）。
2014–15赛季，曼托瓦分在丙级联赛A组。
2017年，俱乐部更名为“曼托瓦1911”。

## 荣誉
- 意大利足球乙级联赛冠军（1970/71）
- 意大利足球丙一级联赛冠军（1958/59）
- 意大利足球丙二级联赛冠军（1987/88、1992/93、2003/04）
- 意大利足球丁级联赛冠军（1957/58、1996/97、2010/11）
- 意大利足球卓越联赛冠军（1994/95）

## 著名球员
- 迪诺·佐夫（Dino Zoff，1963-1967年）
- 卡尔·海因茨·施内林格（Karl-Heinz Schnellinger，1963-1964年）
- 达里奥·胡布内尔（Dario Hübner，2004-2005年）